# Туриченко, Кирилл Евгеньевич
Кири́лл Евге́ньевич Туриче́нко (укр. Кирило Євгенович Туриченко; род. 13 января 1983, Одесса) — украинский и российский музыкант, певец и актёр. Солист группы «Иванушки International» с 2013 года. Полуфиналист 2 сезона шоу «Маска» на НТВ и шоу «Голос Украины. Новая История» на телеканале «1+1», финалист второго сезона шоу «Аватар». Участник шоу «Шоумаскгоон», «Фактор страха» и «Конфетка».

## Биография

### Ранние годы
Родился 13 января 1983 года в Одессе.
Отец — Евгений Васильевич Туриченко (18 мая 1952, Краснодарский край — 2003, Одесса), мать — Екатерина Кирилловна Туриченко (род. 24 мая 1954; Сибирь) — работала бухгалтером, сейчас на пенсии, занимается бизнесом, имеет свой зоомагазин.
С 1989 по 1997 год учился в средней школе № 82, в 1997—2000 годах — в специализированном театральном классе под руководством Ольги Сергеевны Кашневой в средней школе № 37 в Одессе. В 1997 году окончил музыкальную школу по классу фортепиано. В 2004 году —музыкально-педагогический факультет  Южноукраинского государственного педагогического университета имени К. Д. Ушинского.
С ранних лет занимался в одесской музыкальной шоу-группе «Звёздный час», принимавшей участие во многих фестивалях и конкурсах.

### Карьера
В 1994 году участвовал в популярном телевизионном конкурсе «Утренняя звезда», а также «Маленькие звёздочки» и «5 + 20». В 1995 году как участник «Звёздного часа» сыграл главную роль в мюзикле «Волшебная лампа Аладдина». Вскоре художественный руководитель шоу-группы Светлана Ветряк создала вокальный квартет «КА2Ю», Туриченко стал его солистом. На втором Всеукраинском Фестивале «Черноморские игры» в 1999 году квартет завоевал I премию. В результате музыканты получили возможность выступать на фестивале «Таврийские игры». В составе «КА2Ю» Туриченко выступал в клубах Одессы.
После окончания театральной школы занялся театральной карьерой. 7 мая 2002 года в Одесском театре музыкальной комедии имени М.Водяного состоялась премьера рок-оперы «Ромео и Джульетта», в которой Туриченко исполнил главную роль. В середине 2004 года стал лауреатом Международного конкурса артистов оперетты.
Участвовал в музыкальном проекте «Народный артист» (1 сезон) вместе с Алексеем Чумаковым, Александром Панайотовым, Алексеем Гоманом и Юрием Титовым.
В январе 2004 стал обладателем премии «Человек года» в номинации «Открытие года». Победителей выбирали согласно опросу жителей Одессы, состоялось вручение наград в Одесском национальном академическом театре оперы и балета. В августе того же года состоялась премьера спектакля «Кентервильское привидение» по одноимённому произведению Оскара Уайльда. В этом спектакле Туриченко исполнил главную роль — привидения сэра Симона.
В 2005 году среди нескольких тысяч претендентов получил роль в московской постановке мюзикла Ллойда Уэббера «Кошки». В этом же году участвовал в отборочных конкурсах «Народный артист», «Новая волна» и «Пять звёзд».
Полгода выступал на бэк-вокале в группе Smash, позже получил предложение стать вторым участником группы после ухода Сергея Лазарева, но отказался из-за болезни отца и переехал в Украину.
В 2005 году решил принять участие в стартовавшем на Украине национальном отборочном туре конкурса «Евровидение-2006» — «Ти — зірка». По итогам отборочного тура занял 2 место с песней «Boombox». После телевизионного конкурса начинал заниматься сольной карьерой, выступал на музыкальных фестивалях Украины, России и Белоруссии.
В ноябре 2009 года сыграл главную роль в молодёжном мюзикле «Силиконовая дура.net». В том же году начал сотрудничество с продюсерским центром «IZ-music». В мае 2010 года вышел сингл «4 Seasons of Love», записанный Туриченко совместно с Рэем Хортоном. Режиссёром видеоработы выступил российский клип-мейкер Павел Худяков, оператор — Максим Осадчий. В 2010 году был подготовлен сольный альбом. В ноябре 2010 года в концертном зале Crystal Hall в Киеве состоялась презентация нового клипа «Прости меня», режиссёром которого выступила Катя Царик. Тогда же прошла премьера нового концертного шоу Туриченко, в которую вошли 12 песен из нового альбома.
За год был подготовлен сольный альбом. В феврале 2011 года Туриченко подписал контракт на выпуск дебютного альбома «Пересеченье судеб» с компанией Moon Records. В альбом вошли 13 композиций.
В августе 2011 на премии «Хрустальный микрофон» альбом «Пересеченье судеб» был признан лучшим в номинации «Альбом года», а сам Туриченко — в номинации «Кумир года». Также в 2011 году Туриченко принял участие в реалити-шоу телеканала ICTV «Последний герой», став в итоге финалистом проекта.
Известный стилист Сергей Зверев приглашал Кирилла Туриченко принять участие в роли модели в его показе, но Кирилл отказался.
В начале 2012 стал участником вокального шоу «Голос країни. Нова історія» на канале 1+1.
В апреле 2013 года стал участником коллектива «Иванушки International», заменив начавшего сольную карьеру Олега Яковлева.
В 2016 году снялся в клипе группы «Фабрика» «А я за тобой».
В 2021 году принимал участие в шоу «Маска» на телеканале НТВ в образе Носорога. Покинул проект в 10 выпуске.
1 января 2024 года стал финалистом второго сезона шоу «Аватар» на НТВ в образе Садко.
В 2024 году состоялась премьера первого большого сольного шоу Кирилла Туриченко в концертном зале "Москва", в конце года Кирилл объявил о начале сольного тура по стране. В апреле 2025 года запланированы концерты в Уфе, Челябинске, Тюмени, Екатеринбурге и Новосибирске.

### Личная жизнь
Женат на  Дарье Тарасовой.

## Театральные работы
В 13 лет был отдан учиться в театральный класс одесской средней школы № 37, которым руководила Ольга Кашнева. После окончания школы Туриченко вплотную занялся театральной карьерой.

### Рок-опера «Ромео и Джульетта» (Ромео)
Премьера состоялась 7 мая 2002 года на сцене Одесского театра музыкальной комедии имени Михаила Водяного. Туриченко исполнял в этой постановке роль Ромео. Режиссёр спектакля Георгий Ковтун выдвинул ко всем актёрам серьёзные требования. Они должны были не только прекрасно петь, играть и танцевать, но и исполнять сложные акробатические трюки.

### Мюзикл «Кентервильское привидение» (Привидение)
В январе 2004 Туриченко стал обладателем премии «Человек года» в номинации «Открытие года», в августе на сцене Одесского театра музыкальной комедии состоялась премьера спектакля «Кентервильское привидение» по одноимённому произведению Оскара Уайльда. В этом спектакле Туриченко исполнил главную роль — привидения сэра Симона.

### Мюзикл «Силиконовая дура.net» (Митя)
22 ноября 2009 года состоялась ещё одна театральная премьера на сцене Одесского театра музыкальной комедии — молодёжный мюзикл «Силиконовая дура.net» Александра Пантыкина и Константина Рубинского. Главную роль в спектакле исполнил Туриченко.

### Мюзикл «Cats»
В 2005 году среди нескольких тысяч претендентов получил роль в московской постановке мюзикла Ллойда Уэббера «Кошки».

## Дискография

### Студийные альбомы
| Пересеченье судеб   | - Релиз: 9 марта 2011 - Лейбл: Moon Records - Формат: CD • Цифровая дистрибуция | \| № \| Название \| Автор(ы) \| Музыка \| Длительность \| \| ------------------- \| -------------------------------------- \| ------------------------------ \| -------------------------------- \| ------------ \| \| 1. \| «Пересеченье судеб» \| Дарья Нелипа \| Андрей Тимощик, Рэй Хортон \| 3:31 \| \| 2. \| «Зачем?» \| Леонид Басович, Анна Терещенко \| Кирилл Туриченко, Андрей Тимощик \| 4:00 \| \| 3. \| «Облака» \| Алекс Прусов, Павел Зюзин \| Павел Зюзин \| 3:27 \| \| 4. \| «Между городами» \| Наталья Павлова \| Павел Алоин \| 3:35 \| \| 5. \| «Кто подскажет?» \| Алекс Прусов, Павел Зюзин \| Павел Зюзин \| 3:23 \| \| 6. \| «Останови меня» \| Наталья Павлова \| Павел Алоин \| 3:45 \| \| 7. \| «Без тебя я половина» \| Леонид Басович \| Андрей Тимощик, Рэй Хортон \| 2:10 \| \| 8. \| «Прости меня» \| Алекс Прусов, Павел Зюзин \| Павел Зюзин \| 2:55 \| \| 9. \| «Когда мы забыли» \| Наталья Павлова \| Павел Алоин \| 3:19 \| \| 10. \| «Чёрно-белая» \| Дарья Нелипа \| Андрей Тимощик, Рэй Хортон \| 3:53 \| \| 11. \| «Всё останется вдруг» \| Алекс Прусов, Павел Зюзин \| Павел Зюзин \| 3:17 \| \| 12. \| «4 Seasons of Love» (Original Version) \| Рэй Хортон, Дарья Нелипа \| Рэй Хортон, Андрей Тимощик \| 3:41 \| \| 13. \| «4 Seasons of Love» (Russian Version) \| Дарья Нелипа \| Рэй Хортон, Андрей Тимощик \| 3:41 \| \| Общая длительность: \| Общая длительность: \| Общая длительность: \| Общая длительность: \| 41:97 \| |                                  |              |
| №                   | Название                                                                        | Автор(ы) | Музыка                           | Длительность |
| 1.                  | «Пересеченье судеб»                                                             | Дарья Нелипа | Андрей Тимощик, Рэй Хортон       | 3:31         |
| 2.                  | «Зачем?»                                                                        | Леонид Басович, Анна Терещенко | Кирилл Туриченко, Андрей Тимощик | 4:00         |
| 3.                  | «Облака»                                                                        | Алекс Прусов, Павел Зюзин | Павел Зюзин                      | 3:27         |
| 4.                  | «Между городами»                                                                | Наталья Павлова | Павел Алоин                      | 3:35         |
| 5.                  | «Кто подскажет?»                                                                | Алекс Прусов, Павел Зюзин | Павел Зюзин                      | 3:23         |
| 6.                  | «Останови меня»                                                                 | Наталья Павлова | Павел Алоин                      | 3:45         |
| 7.                  | «Без тебя я половина»                                                           | Леонид Басович | Андрей Тимощик, Рэй Хортон       | 2:10         |
| 8.                  | «Прости меня»                                                                   | Алекс Прусов, Павел Зюзин | Павел Зюзин                      | 2:55         |
| 9.                  | «Когда мы забыли»                                                               | Наталья Павлова | Павел Алоин                      | 3:19         |
| 10.                 | «Чёрно-белая»                                                                   | Дарья Нелипа | Андрей Тимощик, Рэй Хортон       | 3:53         |
| 11.                 | «Всё останется вдруг»                                                           | Алекс Прусов, Павел Зюзин | Павел Зюзин                      | 3:17         |
| 12.                 | «4 Seasons of Love» (Original Version)                                          | Рэй Хортон, Дарья Нелипа | Рэй Хортон, Андрей Тимощик       | 3:41         |
| 13.                 | «4 Seasons of Love» (Russian Version)                                           | Дарья Нелипа | Рэй Хортон, Андрей Тимощик       | 3:41         |
| Общая длительность: | Общая длительность:                                                             | Общая длительность: | Общая длительность:              | 41:97        |

### Синглы
| #  | Название                        | Год  | Музыка           | Слова            | Длительность |
| -- | ------------------------------- | ---- | ---------------- | ---------------- | ------------ |
| 1  | «Я буду долго»                  | 2007 | неизвестно       | неизвестно       | 03:33        |
| 2  | «Я не буду твоим»               | 2009 | неизвестно       | неизвестно       | 03:17        |
| 3  | «Аномальная»                    | 2018 | Андрей Тимощик   | Антон Пустовой   | 03:36        |
| 4  | «Иногда»                        | 2019 | Артём Иванов     | Артём Иванов     | 03:32        |
| 5  | «За ней»                        | 2019 | неизвестно       | Дарья Кузнецова  | 03:23        |
| 6  | «Mamma Mia» (совместно с RAFAL) | 2020 | неизвестно       | неизвестно       | 03:45        |
| 7  | «Make Love»                     | 2020 | Артём Иванов     | Артём Иванов     | 03:14        |
| 8  | «Мой рай» (МакSим Cover)        | 2021 | Марина Максимова | Марина Максимова | 03:08        |
| 9  | «Жить для тебя»                 | 2022 | Томаш Лукач      | Хаджебиек Фарида | 03:05        |
| 10 | «Ты и я»                        | 2022 | Олег Шаумаров    | Лариса Фомина    | 03:10        |
| 11 | «Я тебя люблю»                  | 2022 | Алёна Мельник    | Алёна Мельник    | 03:41        |
| 12 | «Птицы»                         | 2022 | Алёна Мельник    | Алёна Мельник    | 03:35        |
| 13 | «Один день с тобой»             | 2022 | Илья Зудин       | Илья Зудин       | 03:56        |
| 14 | «Рандеву»                       | 2023 | Кирилл Туриченко | Кирилл Туриченко | 03:28        |
| 15 | «Будь со мной»                  | 2023 | KIRILL MEL       | KIRILL MEL       | 03:07        |
| 16 | «Я хочу любви»                  | 2023 | Кирилл Туриченко | Кирилл Туриченко | 03:54        |
| 17 | «Дороги»                        | 2023 | Олег Шаумаров    | Лариса Фомина    | 03:34        |
| 18 | «Ты одна»                       | 2023 | Кирилл Туриченко | Кирилл Туриченко | 03:25        |
| 19 | «Качай биткоин»                 | 2024 | Кирилл Туриченко | Кирилл Туриченко | 03:13        |
| 20 | «О ней»                         | 2024 | Кирилл Туриченко | Кирилл Туриченко | 03:32        |
| 21 | «Мой человек»                   | 2024 | Кирилл Туриченко | Кирилл Туриченко | 03:54        |
| 22 | «Алёнушка»                      | 2024 | Кирилл Туриченко | Кирилл Туриченко | 01:59        |
| 23 | «Богиня»                        | 2024 | Кирилл Туриченко | Кирилл Туриченко | 03:26        |
| 24 | «Вернусь»                       | 2024 | Светлана Гонцова | Виталий Чернышов | 03:14        |
| 25 | «Чувства со льдом»              | 2025 | Егор Головацкий  | Егор Головацкий  | 03:06        |

### Дуэты
| # | Название                                        | Год  | Музыка            | Слова            | Длительность |
| - | ----------------------------------------------- | ---- | ----------------- | ---------------- | ------------ |
| 1 | «Мой друг» (совместно с Юсифом Эйвазовым)       | 2022 | Вячеслав Бодолика | Мария Якубовская | 3:23         |
| 2 | «Тост за друзей» (совместно с Юсифом Эйвазовым) | 2022 | Марк Тишман       | Марк Тишман      | 3:09         |

## Клипы
- 2007 — «Я буду долго»
- 2009 — «Я не буду твоим»
- 2010 — «4 Seasons of Love» (дуэт с Рэй Хортон)
- 2010 — «Прости меня»
- 2018 — «Аномальная»
- 2019 — «Иногда»
- 2021 — «Мой рай» (кавер на песню МакSим)
- 2022 — «Тост за друзей» с Юсифом Эйвазовым
- 2023 — «Один день с тобой»
- 2023 — «Рандеву»
- 2023 — «Будь со мной»
- 2023 — «Я хочу любви»
- 2024 — «О ней»
- 2025 — «Чувства со льдом»

## Награды и достижения
- 1994 — конкурсы «Утренняя звезда», «Маленькие звёздочки», «5+20»
- 1995 — главная роль в мюзикле «Волшебная лампа Аладдина»
- 1999 — I премия фестиваля «Черноморские игры»
- 2002 — премьера рок-оперы «Ромео и Джульетта», главная роль
- 2004 — лауреат международного конкурса артистов оперетты
- 2004 — обладатель премии «Человек Года» в номинации «Открытие Года»
- 2004 — премьера мюзикла «Кентервильское Привидение», главная роль
- 2005 — роль в московском мюзикле «Cats»
- 2006 — отборочный тур для участия в «Евровидении 2006», II место
- 2009 — номинация «Открытие года» в рамках фестиваля «Таврийские игры»
- 2009 — премьера мюзикла «Силиконовая дура.net», главная роль
- 2009 — обладатель премии «За весомый вклад в театральную жизнь города»
- 2010 — видео на песню «4 Seasons of Love» (дуэт с Ray Horton) занимает первые строчки всех хит-парадов страны
- 2010 — видео на песню «Прости меня»; первые строчки французских чартов
- 2011 — обладатель премии «Кумир года»
- 2011 — обладатель премии «Альбом года»
- 2011 — финалист телепроекта «Последний герой» (Украина), II место
- 2012 — финалист телепроекта «Голос країни. Нова історія» (Украина)
- 2020 — обладатель премии «Special Award» в номинации «Исполнитель года»
- 2020 — обладатель премии «Грация XVI» в номинации «Стильный певец года»
- 2021 — полуфиналист шоу «Маска» на НТВ
- 2021 — обладатель премии «Best Style Awards» в номинации «Артист года»
- 2022 — обладатель премии «RU TV» в номинации «Лучший фан-клуб»